# アメリカ合衆国の宗教
アメリカの信教者の割合(2020)
アメリカ合衆国の宗教（アメリカがっしゅうこくのしゅうきょう）では、アメリカ合衆国における宗教について扱う。アメリカ社会は大部分が世界中の国々から流入してきた人々で構成されているため、複数の宗教コミュニティが存在する。その中でも1番信徒数が多いとされるのはキリスト教である。

## キリスト教
アメリカ合衆国に於いて、「WASP（ワスプ）」という言い方がある通り、プロテスタントが社会的に主流であった。歴史上、アメリカでは実に4回ほど大覚醒が発生した。そうした中で、福音主義や南部バプテスト連盟といったキリスト教右派、キリスト教根本主義が台頭し、保守的、鷹派的な価値観が定着した。ビリー・グラハムといったマスメディアを使用した伝道師や牧師も登場した。
その一方で、アイルランド移民やイタリア移民などによって、カトリック教会の信仰も守られ続けた。KKKやノウ・ナッシング運動によって、彼らは迫害された。ジョン・F・ケネディが同国最初のカトリック大統領となった。
プロテスタントやカトリック以外では、正教会に属するギリシャ移民(en)やロシア移民などによって、在米国ギリシャ正教会（en）、アメリカ正教会、在米国ウクライナ正教会などが形成されている。
現在、全国民の約8割がキリスト教徒であるとされている。選挙が行われる度に同性結婚、人工妊娠中絶、ES細胞の研究などを巡って、国論が二分される。
福音派は全人口の4分の1ほどいるとされる。
米国キリスト教会協議会による2012年の報告書によると、アメリカ国内の5大宗派とその国内会員数は次のとおりである。
- カトリック教会：6820万2492人
- 南部バプテスト連盟：1613万6044人
- ユナイテッドメソジスト教会(en:United Methodist Church)：767万9850人
- 末日聖徒イエス・キリスト教会：615万7238人
- キリストの神の教会(en:Church of God in Christ)：549万9875人

## ユダヤ教
17世紀にはスペインやポルトガルからセファルディムが移民して来た。ユダヤ教徒は全国民の約6％であるが、大きな社会的・政治的影響力を持ち、中には親イスラエル・ロビーを形成する場合がある。ユダヤ系アメリカ人は主にニューヨーク州やフロリダ州に多い。

## 仏教
アメリカでの仏教徒の大半はアジア系アメリカ人である。1853年にアメリカ最初の仏教寺院が、サンフランシスコで中国系アメリカ人によって建築された。アジア系が大半であるが、例えば俳優のリチャード・ギアやシャロン・ストーンの様に、白人（White Americans）の間でもチベット仏教に改宗する人がいる。黒人のタイガー・ウッズも幼少期からの仏教徒である。

## イスラム教
20世紀のアメリカにおけるイスラム教の研究では、正統派イスラム、シーア派イスラムなどを起点とする「移民によってもたらされたイスラム」と、20世紀初頭に現れたイスラム教をアフリカ系アメリカ人特有の宗教と説く「アメリカ生まれのイスラム」の2類型に分けて考えられてきた。この2分法は、黒人イスラムがブラック・ナショナリズムなど黒人の排他主義と関連付けられたことや、移民のイスラムにとって英語で記された独自のコーランに依拠する黒人イスラム教徒はムスリムとは見なされなかったことが背景にある。
一方、宗教学者リチャード・ブレント・ターナーは、20世紀の黒人イスラム運動を、17世紀以来の奴隷売買によってアメリカ建国以前にもたらされたイスラム教の信仰復興運動と定義し、移民によるイスラムと黒人イスラムは経路が異なるだけで本質は同じであると指摘して議論を呼んだ。
公民権運動の指導者だったマルコムXが所属していたネーション・オブ・イスラムもイスラム教の団体だった。元々プロテスタント中心の国家であった為、イスラム教はアメリカでは低く見られていた。特に2001年9月11日に発生した同時多発テロ事件の後は、イスラム教に対する風当たりが厳しくなっている(イスラム恐怖症)。
一方で改宗する人間は多い。特に建国以来厳しい人種差別に悩まされてきたアフリカ系アメリカ人が、白人に改宗させられたキリスト教の教えでは幸福になれなかったと感じ、自らのルーツであるアフリカで広く信仰されるイスラム教に改宗をする傾向があり、古くはボクサーのモハメド・アリが、現代ではマイク・タイソン、音楽家・ダンサーのマイケル・ジャクソンなどが著名な改宗者である。また、ムスリム（イスラム教徒）のアメリカ人は平均的なアメリカ人よりも高学歴、高所得の傾向がある。
2010年8月、9.11テロの標的となったニューヨークの世界貿易センタービルが倒壊した跡地である「グラウンド・ゼロ（英語で爆心地を意味する）」の付近にモスク（イスラム教の寺院）を建設すべきか否かを巡って、世論が二分されている(Park51)。

## 無宗教
無神論者、心霊主義者といった特定の宗教を信仰しない者は増加傾向にあり2019年に発表された結果では全体の23%を占めた。これはカトリック、キリスト教福音派と同じ数である。

## その他

### アメリカ先住民（ネイティブ・アメリカン）の宗教
ネイティブ・アメリカンの宗教